# Zenone di Cizio
Zenone di Cizio (in greco antico: Ζήνων ὁ Κιτιεύς?, Zḕnōn ho Kitièus, in latino Zeno Citieus; Cizio, 361 o 336/335 a.C. – Atene, 263 a.C.) è stato un filosofo greco antico di origine fenicia, nativo di Cipro e considerato il fondatore dello stoicismo, della cui scuola fu il primo capo.

## Biografia
Ad oggi la fonte più importante sulla vita di Zenone è la biografia scritta da Diogene Laerzio, nel libro VII della sua opera Raccolta delle vite e delle dottrine dei filosofi, che ce lo presenta così:
(Diogene Laerzio)
Come Talete, Zenone non era di origine greca, ma fenicia. Cizio (odierna Larnaca) era una località dell'isola di Cipro, che all'epoca costituiva un importante crocevia dei commerci tra l'Occidente e l'Oriente del Mediterraneo. 
Nacque forse nel 361 a.C., sebbene alcuni posticipino la sua nascita al 336-335 a.C. Istruitosi ai testi dei filosofi socratici, una volta trasferitosi ad Atene, Zenone divenne allievo del filosofo cinico Cratete e, successivamente, di Polemone, scolarca dell'Accademia platonica nell'ultimo quindicennio del IV secolo. Intorno al 300 a.C. fondò una corrente filosofica che prese il nome di Stoà, così chiamata dalla Stoà Pecile (in greco Stoà Poikìle), la stoà dipinta dell'agorà di Atene in cui egli teneva le sue lezioni, poiché in quanto straniero non poteva possedere una vera casa.

I suoi allievi principali furono Cleante di Asso e Crisippo di Soli, destinati a succedergli alla guida della scuola. Si lasciò morire da suicida in seguito a una grave indisposizione, in accordo peraltro con i dettami della sua stessa dottrina, o forse morì consunto per l'età avanzata. Quando Zenone morì aveva secondo alcune fonti circa 72-73 anni, secondo altri addirittura 98; così Diogene Laerzio descrive il suo decesso: 
(Diogene Laerzio, Vite dei filosofi, VII, 28)
Alcuni pensano che Zenone si sia lasciato morire di fame, altri che la traduzione letterale e verbale del passo di Diogene non sia "soffocato il grido" ma "soffocò, strangolò" e quindi: «"Vengo, perché mi chiami?", e subito dopo morì impiccandosi».
Egli fu onorato da tutti gli ateniesi, che gli costruirono una statua in bronzo, gli concessero già in vita onorificenze (come l'esenzione dal giuramento in caso dovesse testimoniare in tribunale), e lo seppellirono nella necropoli del Ceramico a spese pubbliche, nonostante le sue origini straniere; la sua memoria restò nei secoli. 

Zenone è forse citato (potrebbe trattarsi anche di Zenone di Elea), da Dante nel Canto IV dell'Inferno (Divina Commedia), fra gli spiriti magni che quest'ultimo incontra nel primo Cerchio o Limbo; il poeta lo descrive accanto a Democrito, Anassagora, Talete, Empedocle, Eraclito e Diogene di Sinope (o Diogene di Apollonia):
(Inferno, IV, vv. 136-138)

## Opere
Il suo contributo alla storia delle idee si rivela notevole soprattutto nel campo dell'etica, in cui espresse posizioni spesso condizionate dalla sua formazione cinica, e della gnoseologia.
I suoi scritti, compreso il principale intitolato La Repubblica, sono andati tutti perduti, ma esistono delle testimonianze postume tramite cui è possibile ricostruire, a grandi linee, il suo pensiero. A Zenone è dedicato in proposito il primo volume della classica raccolta di frammenti stoici curata da Hans von Arnim (Stoicorum Veterum Fragmenta, sigla SVF, 1).

## Dediche
A lui è stato dedicato il cratere Zenone sulla Luna.

## Pensiero

### Gnoseologia
Zenone formula una gnoseologia che, per la prima volta nel pensiero greco, si pone come autonoma rispetto agli altri campi di indagine. La sua dottrina della conoscenza è incentrata in particolare sul Lògos, al punto che può essere definita "scienza del Lògos", ovvero logica. Questa è comprensiva sia della dialettica, che della retorica: per "logica" gli stoici intenderanno non solo le regole formali del pensiero che devono potersi conformare correttamente al Lògos, ma anche quei costrutti del linguaggio con cui i pensieri vengono espressi. Non a caso Lògos può significare sia ragione che discorso; oggetto della logica quindi sono proprio i lògoi, ossia i ragionamenti espressi in forma di proposizioni (lektà).
A differenza degli epicurei, per gli stoici la fonte di ogni conoscenza non è data dalla semplice sensazione (elemento passivo), perché a questa si deve accompagnare l'assenso (elemento attivo), per arrivare così alla rappresentazione catalettica. I concetti sono anticipazioni mentali, cioè rielaborazioni di precedenti sensazioni che riescono ad avere natura predittiva, e anche i ragionamenti, detti apodittici, non si discostano dall'analisi di singoli avvenimenti.
Scopo della conoscenza, secondo Zenone, non è tanto l'acquisizione di un sapere sul mondo, reso incerto dall'inaffidabilità delle percezioni sensibili, quanto la coscienza interiore di sé stessi o autocoscienza (oikeiosis), che sola garantisce conformità alla legge universale del Lògos.

### Fisica e morale
L'universo è concepito da Zenone come un grande animale composto di due elementi, uno attivo (heghemonikòn) ed uno passivo (hypàrchon). Quello passivo è la materia, quello attivo è il Lògos, o ragione, che è detto anche Dio e rappresenta il soffio vitale o ragione seminale. Questo principio divino è Provvidenza immanente, e guida finalisticamente l'evoluzione del mondo verso il suo necessario sviluppo. Ogni evento, in quanto permeato del divino, è perfetto; la libertà dell'uomo consiste nel riconoscerne e condividerne la perfezione. Come il mondo, infatti, anche l'uomo è animato dal lògos e il suo dovere e la sua virtù consistono nel vivere secondo ragione, estirpando da sé le passioni e i desideri; il saggio stoico è inoltre cittadino del mondo perché riconosce il valore universale della ragione.
In tal modo Zenone suddivide la filosofia in tre discipline: la logica, che si occupa del procedimento del conoscere; la fisica, che si occupa dell'oggetto del conoscere; e l'etica, che si occupa della condotta conforme alla natura razionale dell'oggetto. A titolo di esempio, la logica è il recinto che delimita il terreno, la fisica l'albero, e l'etica è il frutto.

## Edizioni
- Hans von Arnim, Stoicorum Veterum Fragmenta (SVF) Vol. I
- Christian Vassallo, Emanuele Zimbardi, Fabian Ruge (a cura di), Fragments of the Early Stoics (FESt), I